# Persone di cognome Castelli
| Questa pagina contiene informazioni ricavate automaticamente dalle voci biografiche con l'ausilio del template Bio e di un bot. L'aggiornamento è periodico e automatico e ricostruisce completamente la pagina. Se manca una persona in questa lista, sei pregato di non aggiungerla, ma accertati piuttosto che la sua voce biografica contenga il template Bio e che i dati anagrafici siano correttamente compilati. Se il template Bio manca, inseriscilo tu stesso o, in alternativa, metti l'avviso {{tmp\|Bio}} che ne segnala la mancanza. Se i dati riportati sono sbagliati, correggi direttamente la voce biografica; le modifiche saranno visibili in questa lista entro pochi giorni. Per chiarimenti vedi il progetto antroponimi. La lista contiene solo le 66 persone che sono citate nell'enciclopedia e per le quali è stato implementato correttamente il template Bio. Pagina aggiornata al 24 feb 2025. |

Questa è una lista di persone presenti nell'enciclopedia che hanno il cognome Castelli, suddivise per attività principale.

## Allenatori di calcio(1)
- Jorge Castelli, allenatore di calcio argentino (Buenos Aires, n. 1946 - † 2007)

## Architetti(3)
- Filippo Castelli, architetto italiano (San Damiano d'Asti, n. 1738 - Torino)
- Giuseppe Castelli, architetto italiano (Livorno Ferraris)
- Matteo Castelli, architetto svizzero (Melide - Varsavia, † 1632)

## Arcivescovi cattolici(2)
- Alberto Castelli, arcivescovo cattolico, critico letterario e traduttore italiano (Siziano, n. 1907 - Roma, † 1971)
- Carlo Castelli, arcivescovo cattolico italiano (Gorla Minore, n. 1863 - Fermo, † 1933)

## Artisti(2)
- Aldo Castelli, artista italiano (Ascoli Piceno, n. 1900 - Ascoli Piceno, † 1965)
- Guglielmo Castelli, artista italiano (n. 1987)

## Attori(1)
- Andrea Castelli, attore italiano (Trento, n. 1950)

## Avvocati(1)
- Edgardo Castelli, avvocato e politico italiano (Abbiategrasso, n. 1907 - † 1981)

## Botanici(1)
- Pietro Castelli, botanico e medico italiano (Roma - Messina, † 1661)

## Calciatori(6)
- Alberto Sandro Castelli, calciatore italiano
- Giancarlo Castelli, calciatore e allenatore di calcio italiano (Milano, n. 1918 - † 1988)
- Giulio Castelli, calciatore italiano (Torino, n. 1925 - Torino, † 2011)
- Giuseppe Castelli, calciatore italiano (Milano, n. 1919 - Milano, † 1971)
- Giuseppe Castelli, calciatore italiano (Pavia, n. 1920 - † 1984)
- José Castelli, calciatore e allenatore di calcio brasiliano (San Paolo, n. 1903 - San Paolo, † 1984)

## Cardinali(1)
- Giuseppe Maria Castelli, cardinale italiano (Milano, n. 1705 - Roma, † 1780)

## Cestisti(1)
- Enrico Castelli, cestista e dirigente sportivo italiano (Milano, n. 1909 - Milano, † 1983)

## Collezionisti d'arte(1)
- Leo Castelli, collezionista d'arte e mercante d'arte italiano (Trieste, n. 1907 - New York, † 1999)

## Dirigenti d'azienda(1)
- Gianluigi Vittorio Castelli, dirigente d'azienda italiano (Milano, n. 1954)

## Drammaturghi(1)
- Ignaz Franz Castelli, drammaturgo e poeta austriaco (Vienna, n. 1780 - Lilienfeld, † 1862)

## Fumettisti(1)
- Alfredo Castelli, fumettista e critico letterario italiano (Milano, n. 1947 - Milano, † 2024)

## Generali(2)
- Carlo Castelli, generale e rivoluzionario italiano (San Sebastiano da Po, n. 1790 - Caracas, † 1860)
- Luigi Castelli, generale italiano (Ozieri, n. 1810 - Cagliari, † 1885)

## Giocatori di baseball(1)
- Giorgio Castelli, ex giocatore di baseball italiano (Parma, n. 1951)

## Giornaliste(1)
- Myriam Castelli, giornalista e conduttrice televisiva italiana (Soave, n. 1947)

## Giornalisti(1)
- Giulio Castelli, giornalista e scrittore italiano (Roma, n. 1938)

## Imprenditori(1)
- Giulio Castelli, imprenditore italiano (Milano, n. 1920 - Milano, † 2006)

## Letterati(1)
- Giacomo Castelli, letterato, avvocato e filologo italiano (Carbone, n. 1688 - Napoli, † 1759)

## Linguisti(1)
- Michele Castelli, linguista e scrittore italiano (Santa Croce di Magliano, n. 1946)

## Lottatori(1)
- Ernesto Castelli, lottatore italiano (n. 1869 - † 1939)

## Medici(1)
- Ottaviano Castelli, medico, librettista e compositore italiano (Spoleto - Roma, † 1642)

## Militari(2)
- Agostino Castelli, militare italiano (Cagliari, n. 1799 - Bosa, † 1848)
- Emilio Castelli, militare, diplomatico e politico italiano (Venezia, n. 1832 - Quarto dei Mille, † 1919)

## Modelle(1)
- Daniela Castelli, ex modella, annunciatrice televisiva e attrice italiana (Chiavenna, n. 1964)

## Modelli(1)
- Marco Castelli, modello e stilista italiano (San Cataldo, n. 1990)

## Monaci cristiani(1)
- Benedetto Castelli, monaco cristiano, matematico e fisico italiano (Brescia, n. 1578 - Roma, † 1643)

## Numismatici(1)
- Gabriele Lancillotto Castello, numismatico e antiquario italiano (Palermo, n. 1727 - Palermo, † 1792)

## Pattinatrici artistiche su ghiaccio(1)
- Marissa Castelli, pattinatrice artistica su ghiaccio statunitense (Providence, n. 1990)

## Pittori(8)
- Alessandro Castelli, pittore e incisore italiano (Roma, n. 1809 - Roma, † 1902)
- Annibale Castelli, pittore italiano (Bologna)
- Arturo Castelli, pittore, litografo e incisore italiano (Brescia, n. 1870 - Brescia, † 1919)
- Bernardino Castelli, pittore italiano (Arsiè, n. 1750 - Venezia, † 1810)
- Filippo Castelli, pittore e decoratore italiano (Monza, n. 1859 - Monza, † 1932)
- Gaetano Castelli, pittore e scenografo italiano (Roma, n. 1938)
- Giovanni Paolo Castelli, pittore italiano (Roma, n. 1659 - Roma)
- Giuseppe Antonio Castelli, pittore italiano (Monza - Monza, † 1724)

## Politiche(1)
- Laura Castelli, politica italiana (Torino, n. 1986)

## Politici(5)
- Angelo Castelli, politico e avvocato italiano (Caravaggio, n. 1928 - Caravaggio, † 2017)
- Edoardo Castelli, politico italiano (Torino, n. 1807 - Roma, † 1873)
- Guido Castelli, politico italiano (Siena, n. 1965)
- Michelangelo Castelli, politico italiano (Racconigi, n. 1808 - Torino, † 1875)
- Roberto Castelli, politico e ingegnere italiano (Lecco, n. 1946)

## Presbiteri(1)
- Teramo Castelli, presbitero, missionario e disegnatore italiano (Genova, n. 1597 - Palermo, † 1659)

## Rivoluzionari(1)
- Juan José Castelli, rivoluzionario e politico argentino (Buenos Aires, n. 1764 - Buenos Aires, † 1812)

## Sassofonisti(1)
- Marco Castelli, sassofonista e compositore italiano (Venezia, n. 1960)

## Sceneggiatori(1)
- Dido Castelli, sceneggiatore e regista italiano (Cremona, n. 1956)

## Scrittori(1)
- Antonio Castelli, scrittore italiano (Castelbuono, n. 1923 - Palermo, † 1988)

## Scultori(1)
- Bernardino Castelli, scultore e intagliatore italiano (Velate, n. 1646 - Varese, † 1725)

## Storici(2)
- Castello Castelli, storico e notaio italiano (Bergamo - † 1412)
- David Castelli, storico, biblista e ebraista italiano (Livorno, n. 1836 - Firenze, † 1901)

## Velocisti(1)
- Giuseppe Castelli, velocista italiano (Frugarolo, n. 1907 - Milano, † 1941)

## Vescovi cattolici(3)
- Ettore Castelli, vescovo cattolico italiano (Siziano, n. 1881 - Milano, † 1945)
- Gioacchino Castelli, vescovo cattolico italiano (Monreale, n. 1708 - Polizzi Generosa, † 1788)
- Giuseppe Castelli, vescovo cattolico italiano (San Gillio, n. 1871 - Novara, † 1943)